# Сан-Жуан-душ-Монтеш
Сан-Жуан-душ-Монтеш (порт. São João dos Montes; МФА: [ˈsɐ̃w ʒu.ˈɐ̃w duʒ ˈmõ.tɨʃ]) — парафія в Португалії, у муніципалітеті Віла-Франка-де-Шира. Розташована в західній частині країни, на теренах історичної португальської провінції Ештремадура. Входить до складу округу Лісабон. За адміністративним поділом, чинним до 1976 року, терени парафії були складовою провінції Рібатежу. Належить до Лісабонського патріархату Католицької церкви. Патрон — Іван Хреститель. Площа — 18,0338 км². Населення — 6018 ос. (2011). Сильно урбанізований регіон. Густота населення — 333,71 осіб/км²
. Код — 111407.

## Населення
| Кількість мешканців | Кількість мешканців | Кількість мешканців | Кількість мешканців | Кількість мешканців | Кількість мешканців | Кількість мешканців | Кількість мешканців | Кількість мешканців | Кількість мешканців | Кількість мешканців | Кількість мешканців | Кількість мешканців | Кількість мешканців | Кількість мешканців |
| ------------------- | ------------------- | ------------------- | ------------------- | ------------------- | ------------------- | ------------------- | ------------------- | ------------------- | ------------------- | ------------------- | ------------------- | ------------------- | ------------------- | ------------------- |
| 1864                | 1878                | 1890                | 1900                | 1911                | 1920                | 1930                | 1940                | 1950                | 1960                | 1970                | 1981                | 1991                | 2001                | 2011                |
| 1 383               | 1 503               | 1 692               | 1 723               | 1 906               | 1 878               | 2 201               | 2 280               | 2 417               | 2 498               | 2 897               | 3 418               | 3 536               | 4 409               | 6 018               |